# Saint-Hippolyte-du-Fort
Saint-Hippolyte-du-Fort là một xã ở tỉnh Gard. Xã này có diện tích 29,38 km², dân số năm 1999 là 3650 người. Khu vực này có độ cao trung bình 170 mét trên mực nước biển.